# Etton (Cambridgeshire)
Pour les articles homonymes, voir Etton.
Etton est une paroisse civile et un village du Cambridgeshire, en Angleterre.

## Patrimoine
- Château de Woodcroft